# Gneu Aufidi
Gneu Aufidi (llatí: Gnaeus Aufidius) va ser un historiador romà i possiblement jurista que Ciceró menciona per la seva equanimitat i per la acceptació que va fer de la seva ceguesa. Jeroni d'Estridó parla també la seva paciència. Formava part de la gens Aufídia, una gens romana d'origen plebeu.
El fet de ser cec no el va privar de la seva agudesa intel·lectual. Encara parlava al senat quan ja era molt gran i va arribar a escriure una història de Grècia. Ciceró afirma que també donava consells als seus amics (nec amiciis deliberandibus deerat), cosa que va fer pensar que era un experimentat jurista.
Va adoptar ja vell a Gneu Aureli Orestes que llavors es va dir Gneu Aufidi Orestes. Tot i la seva condició de cec va ser qüestor l'any 119 aC, tribú de la plebs el 114 aC i pretor l'any 108 aC, dos anys abans del naixement de Ciceró, que diu que encara el va conèixer.